# 1 Dywizja Pancerna
La 1ª Divisione corazzata (in polacco 1 Dywizja Pancerna) era una formazione corazzata costituita nel 1942 in Gran Bretagna durante la seconda guerra mondiale dal Governo in esilio della Polonia per partecipare alla guerra contro la Germania nazista che aveva occupato la Polonia nel 1939.

## Le origini

### La 10ª Brigata di cavalleria motorizzata
Nel febbraio 1937 l'esercito polacco costituì una brigata motorizzata sperimentale ispirata dalle concezioni tecnico-tattiche francesi della cosiddetta Division légere mécanisèe, la 10 Brygada Kawalerii Pancernej. La nuova formazione venne addestrata nel terreno di manovra di Kielce e nella Scuola d'addestramento delle unità corazzate; nei progetti dello stato maggiore polacco, questa unità doveva svolgere funzioni di riserva d'emergenza, di forza di copertura, da impegnare per chiudere varchi nel fronte e per attaccare le forze meccanizzate nemiche. Le prime esercitazioni nel 1939 furono considerate deludenti e furono quindi introdotte innovazioni nella struttura dell'unità; il comandante della 10ª Brigata di cavalleria motorizzata era il generale Stanisław Maczek e il capo di stato maggiore il maggiore Franciszek Skibiński.

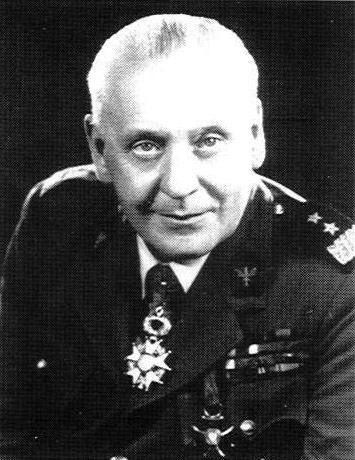
Il generale Stanisław Maczek

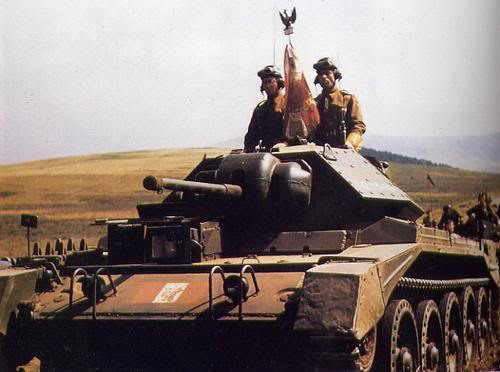
Carro britannico Crusader della 1 Dywizja Pancerna polacca nel 1943 a Haddington, in Scozia

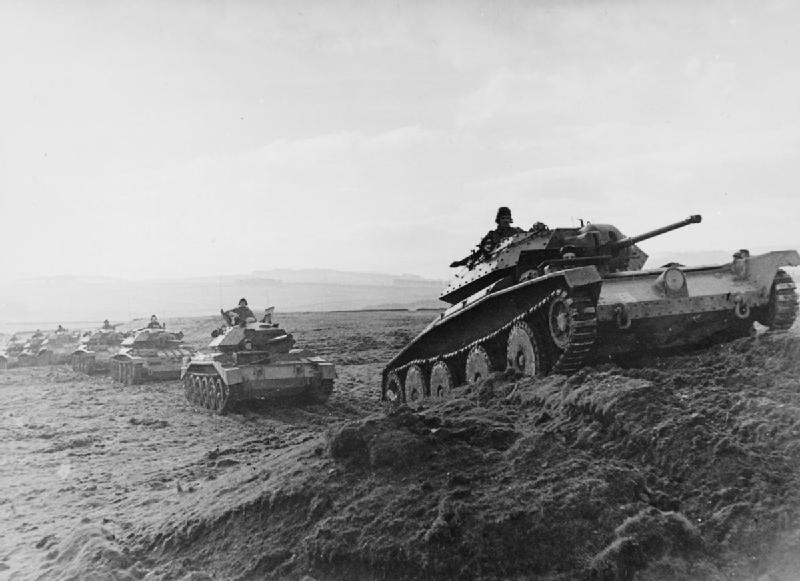
1ª Divisione corazzata in addestramento

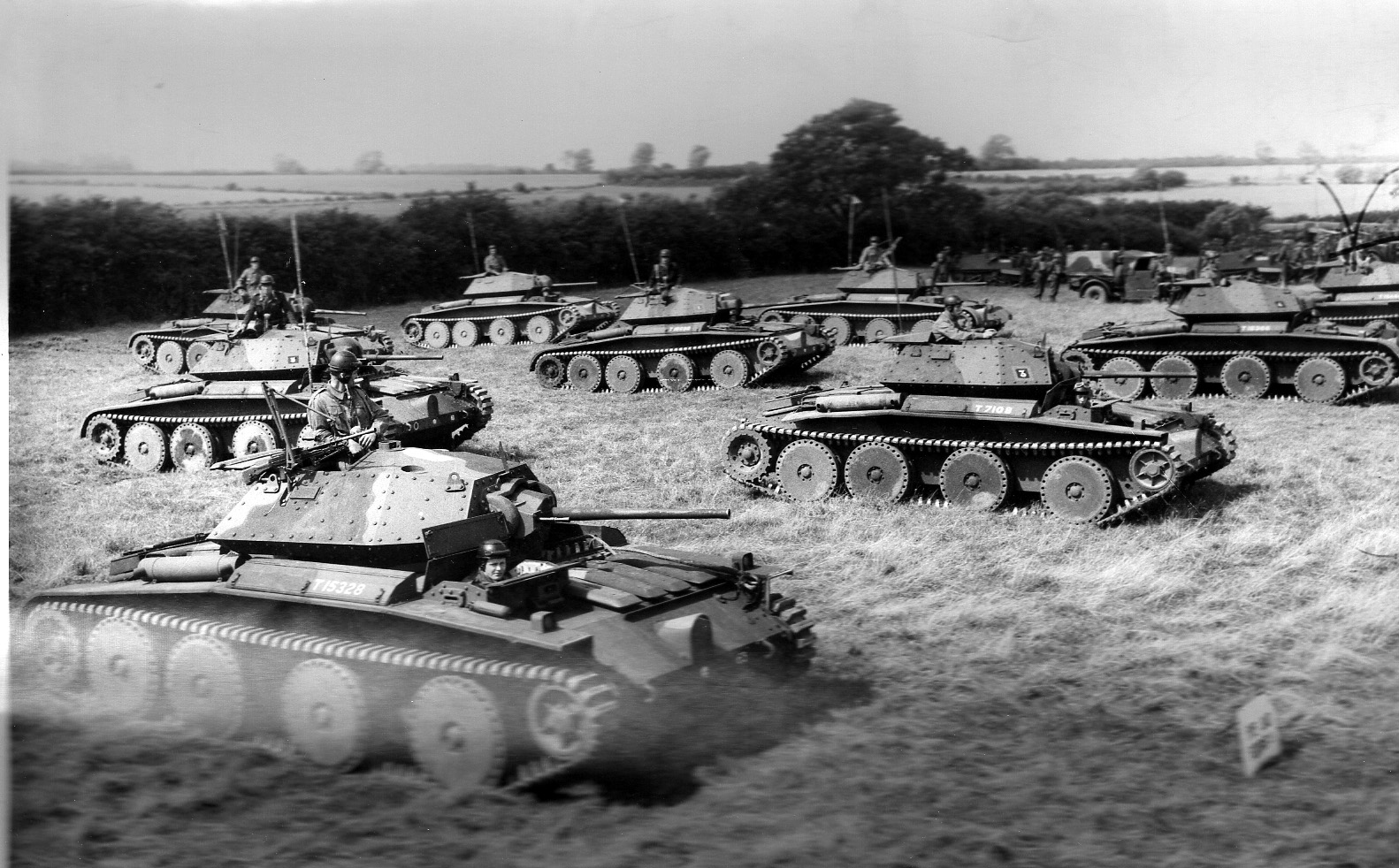
Carri armati della 1ª Divisione corazzata in addestramento

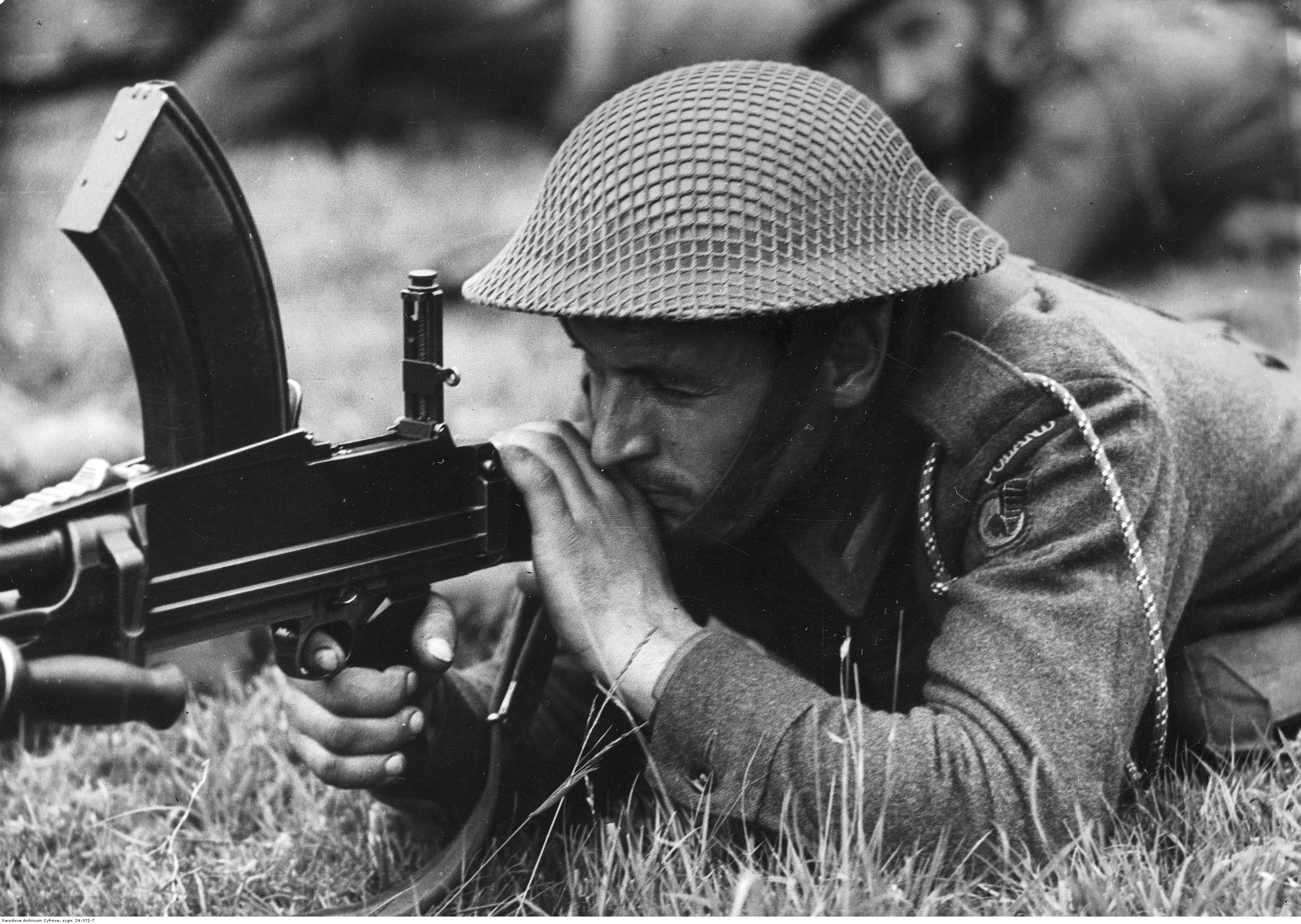
Soldato della 1ª Divisione

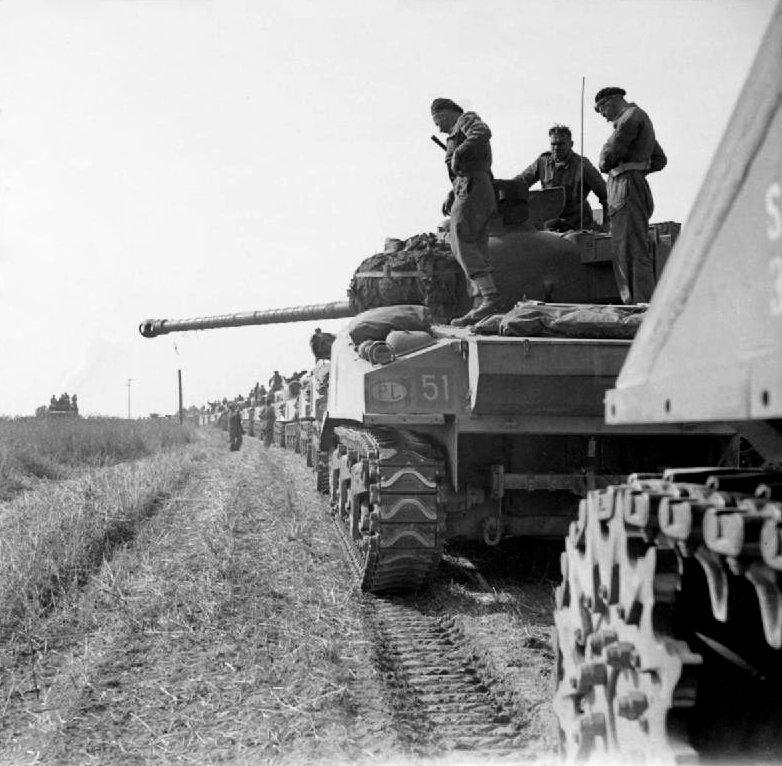
La divisione durante i combattimenti in Normandia (1944)

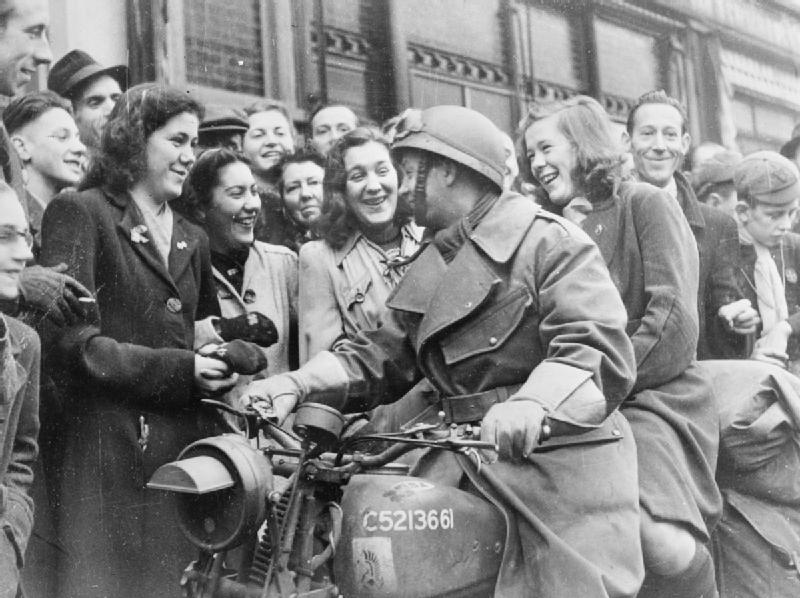
La divisione libera Breda (1944)

Durante la campagna di Polonia, la brigata venne assegnata all'Armata di Cracovia ed entrò in battaglia equipaggiata solo di carri armati leggeri, piccoli cingolati e senza alcuna batteria di artiglieria campale. Durante i primi giorni della campagna la brigata fronteggiò un corpo d'armata tedesco e in seguito coprì il fianco sinistro delle forze polacche; l'unità del generale Maszek dimostrò combattività e risolutezza affrontando alcune Panzer-Division tedesche, ottenendo qualche successo e rallentando l'avanzata tedesca. Dopo aspri scontri, la brigata dovette battere in ritirata il 5 settembre 1939 sotto gli attacchi della 2. Panzer-Division e della 3ª Divisione da montagna, e raggiunse Leopoli cercando di coprire la ritirata di altre unità polacche verso il confine con la Romania. Il 19 settembre il generale Maczek ricevette l'ordine di attraversare il confine ungherese dove i suoi uomini furono internati; la brigata aveva perso circa la metà dei suoi effettivi ma aveva mantenuto la sua coesione. I tedeschi riconobbero le capacità di questa formazione che soprannominarono "Die Schwarze Brigade" – "la brigata nera", a causa delle giubbe nere indossate dalle truppe meccanizzate polacche.
Molti soldati polacchi sfuggiti alla cattura si trasferirono in Francia per continuare a combattere contro la Germania; il generale Władysław Sikorski, contemporaneamente responsabile militare e capo del governo polacco in esilio, era determinato a organizzare nuove forze con cui partecipare alla lotta sul fronte occidentale. Il generale Maczek e i suoi veterani della brigata motorizzata cercarono di ricostituire la loro unità ma inizialmente lamentarono lo scarso interesse francese e la mancanza di armi ed equipaggiamenti. La situazione cambiò dopo l'inizio del Fall Gelb, il generale Maczek fu sollecitato a entrare in azione con i suoi uomini al più presto; venne fornito nuovo materiale e venne ricostituita ufficialmente la 10 Brygada Kawalerii Pancernej. Il 6 giugno la brigata disponeva di un battaglione carri, due squadroni di cavalleria motorizzata, una batteria anticarro e una batteria antiaerea.
La 10 Brygada Kawalerii Pancernej venne aggregata a un'armata francese vicino a Reims ma le forze polacche erano troppo deboli e nonostante il loro elevato morale e spirito combattivo, poterono solo coprire la ritirata degli alleati. Dopo alcuni successi locali, la situazione generale divenne catastrofica; i panzer tedeschi superarono la resistenza a Saulieu e Semur-en-Auxois; il 18 giugno 1940 il generale Maczek decise di distruggere l'equipaggiamento pesante e ripiegare a piedi con i suoi uomini. Alla fine del mese, dopo aver attraversato il territorio francese da est a ovest, il generale e molti soldati polacchi riuscirono a imbarcarsi per la Gran Bretagna dove avrebbero potuto continuare la guerra e costituire finalmente una moderna unità meccanizzata.

### Costituzione della 1 Dywizja Pancerna
Dopo la disfatta della Francia il governo polacco in esilio del generale Sikorski fu autorizzato dal Gabinetto di Guerra britannico a costituire unità militari polacche disponibili per combattere all'ovest sotto il controllo operativo dell'alto comando britannico.
La divisione, equipaggiata inizialmente con materiale britannico e poi rinforzata in parte con armi e mezzi forniti dagli americani, era costituita da soldati polacchi sfuggiti all'invasione tedesca, provenienti principalmente dalla famosa Decima Brigata di Cavalleria Motorizzata che aveva combattuto distinguendosi in Polonia nel 1939 e in Francia nel 1940, sotto la guida del generale Stanisław Maczek.
Una di queste grandi unità fu la divisione corazzata, affidata al generale Maczek, formata con personale polacco fuggito dalla Polonia, ma anche proveniente dagli Stati Uniti, dal Canada, dall'Argentina, dal Brasile, dall'Australia, dal Belgio e dalla Francia.
La 1 Dywizja Pancerna venne ufficialmente costituita il 26 febbraio 1942, inquadrata nel I corpo d'armata polacco; nel primo periodo la formazione venne schierata in Scozia e le venne assegnata la responsabilità della difesa di circa 200 chilometri di coste britanniche. In questo periodo di preparazione e organizzazione la divisione polacca partecipò a intense sessioni di addestramento insieme con la 4th Armoured Division canadese, la formazione insieme alla quale avrebbe combattuto per gran parte della campagna del 1944-45. La stretta collaborazione con la divisione canadese aiutò anche a migliorare la comunicazione con gli alleati anglosassoni, dato che la maggioranza dei soldati polacchi nel 1940, 1941 e 1942 non parlava inglese.
La Divisione corazzata polacca, comandata dal generale Maczek, venne organizzata secondo lo schema seguito dal British Army con una brigata corazzata, una brigata di fanteria motorizzata, una potente artiglieria e servizi ausiliari di assistenza, del genio, delle trasmissioni e della sussistenza. Nel 1944, alla vigilia della sua entrata in azione, era formata da più di 13 000 uomini; la divisione manteneva orgogliosamente le tradizioni della Polonia, la sua insegna era costituita da un elmo alato, in ricordo degli ussari polacchi che erano stati temibili combattenti per tre secoli contro i cosacchi e i turchi. Inoltre gli ufficiali polacchi della Dywizja Pancerna adottarono spalline nere in riferimento alla denominazione di "brigata nera" della 10ª Brigata di cavalleria motorizzata del 1939-1940.

## In azione in Europa nord-occidentale
La 1 Dywizja Pancerna rientrò in combattimento, comandata ancora dal generale Maczek, nel 1944 partecipando alla battaglia di Normandia e distinguendosi soprattutto nei drammatici combattimenti della sacca di Falaise dove i polacchi svolsero un ruolo decisivo nella chiusura dell'accerchiamento delle truppe tedesche.
Dopo questa vittoria la 1ª Divisione corazzata polacca continuò a combattere in Europa nord-occidentale contribuendo alla liberazione dei Paesi Bassi e terminando la guerra nel porto tedesco di Wilhelmshaven. Nel 1947 la divisione venne sciolta e i soldati polacchi in grande maggioranza decisero di rimanere in Occidente e di non aderire al nuovo Stato polacco comunista organizzato su iniziativa di Stalin nella madrepatria.

## Videogiochi
Una rappresentazione videoludica della 1 Dywizja Pancerna è presente in Steel Division: Normandy 44.